# Aspidoscelis calidipes
Espèce
Synonymes
- Cnemidophorus calidipes Duellman, 1955

Statut de conservation UICN

 LC  : Préoccupation mineure
Aspidoscelis calidipes est une espèce de sauriens de la famille des Teiidae.

## Répartition
Cette espèce est endémique du Mexique.

## Publication originale
- Duellman, 1955 : A new whiptail lizard, genus Chemnidophorus, from Mexico. Occasional Papers of the Museum of Zoology, University of Michigan, n. 574, p. 1-7 (texte intégral).